# Football League Two 2004-2005
La Football League Two 2004-2005, conosciuta anche con il nome di Coca-Cola League Two per motivi di sponsorizzazione, è stato il 47º campionato inglese di calcio di quarta divisione, nonché il 1º con la denominazione di League Two.
La stagione regolare ha avuto inizio il 7 agosto 2004 e si è conclusa il 7 maggio 2005, mentre i play off si sono svolti tra il 14 ed il 28 maggio 2005. Ad aggiudicarsi il titolo, il primo della sua storia, è stato lo Yeovil Town, che alla seconda stagione nel calcio professionistico, riesce a salire per la prima volta nella terza serie inglese. Le altre tre promozioni in Football League One, sono state invece conseguite dallo Scunthorpe United (2º classificato), dallo Swansea City (3º classificato) e dal Southend United (vincitore dei play off).
Capocannoniere del torneo è stato Phil Jevons (Yeovil Town) con 27 reti.

## Stagione

### Novità
Al termine della stagione precedente, insieme ai campioni di lega del Doncaster Rovers, salirono direttamente in Football League One anche l'Hull City (2º classificato) ed il Torquay United (3º classificato). Mentre l'Huddersfield Town, 4º classificato, raggiunse la promozione attraverso i play-off. Il Carlisle United e lo York City, che occuparono le ultime due posizioni della classifica, retrocessero invece in Conference League National e persero il loro status in Football League, rispettivamente dopo settantacinque e settantaquattro anni.
Queste sei squadre furono rimpiazzate dalle quattro retrocesse dalla Second Division: Grimsby Town (reduce da due retrocessioni consecutive e sceso dopo quindici anni nel quarto livello del calcio inglese), Rushden & Diamonds, Notts County e Wycombe Wanderers e dalle due promosse provenienti dalla Conference League: Chester City (tornato dopo cinque anni nel calcio professionistico) e Shrewsbury Town (risalito dopo una sola stagione in quarta divisione).

### Formula
Le prime tre classificate venivano promosse direttamente in Football League One, insieme alla vincente dei play off a cui partecipavano le squadre giunte dal 4º al 7º posto. Mentre le ultime due classificate retrocedevano in Conference League National.

## Squadre partecipanti
| Squadra                | Città           | Stadio               | Stagione precedente                                      |
| ---------------------- | --------------- | -------------------- | -------------------------------------------------------- |
| Boston United          | Boston          | York Street          | 11º posto in Football League Third Division              |
| Bristol Rovers         | Bristol         | Memorial Stadium     | 15º posto in Football League Third Division              |
| Bury                   | Bury            | Gigg Lane            | 12º posto in Football League Third Division              |
| Cambridge United       | Cambridge       | Abbey Stadium        | 13º posto in Football League Third Division              |
| Cheltenham Town        | Cheltenham      | Whaddon Road         | 14º posto in Football League Third Division              |
| Chester City           | Chester         | Deva Stadium         | 1º posto in Conference League, promosso                  |
| Darlington             | Darlington      | The Darlington Arena | 18º posto in Football League Third Division              |
| Grimsby Town           | Grimsby         | Blundell Park        | 21º posto in Football League Second Division, retrocesso |
| Kidderminster Harriers | Kidderminster   | Aggborough Stadium   | 16º posto in Football League Third Division              |
| Leyton Orient          | Londra (Leyton) | Brisbane Road        | 19º posto in Football League Third Division              |
| Lincoln City           | Lincoln         | Sincil Bank          | 7º posto in Football League Third Division               |
| Macclesfield Town      | Macclesfield    | Moss Rose            | 20º posto in Football League Third Division              |
| Mansfield Town         | Mansfield       | Field Mill           | 5º posto in Football League Third Division               |
| Northampton Town       | Northampton     | Sixfields Stadium    | 6º posto in Football League Third Division               |
| Notts County           | Nottingham      | Meadow Lane          | 23º posto in Football League Second Division, retrocesso |
| Oxford United          | Oxford          | Kassam Stadium       | 9º posto in Football League Third Division               |
| Rochdale               | Rochdale        | Spotland Stadium     | 21º posto in Football League Third Division              |
| Rushden & Diamonds     | Irthlingborough | Nene Park            | 22º posto in Football League Second Division, retrocesso |
| Scunthorpe United      | Scunthorpe      | Glanford Park        | 22º posto in Football League Third Division              |
| Shrewsbury Town        | Shrewsbury      | Gay Meadow           | 3º posto in Conference League, promosso                  |
| Southend United        | Southend on Sea | Roots Hall           | 17º posto in Football League Third Division              |
| Swansea City           | Swansea         | Vetch Field          | 10º posto in Football League Third Division              |
| Yeovil Town            | Yeovil          | Huish Park           | 8º posto in Football League Third Division               |
| Wycombe Wanderers      | High Wycombe    | Adams Park           | 24º posto in Football League Second Division, retrocesso |

## Classifica finale
|  | Pos. | Squadra             | Pt | G  | V  | N  | P  | GF | GS | DR  |
|  | ---- | ------------------- | -- | -- | -- | -- | -- | -- | -- | --- |
|  | 1    | Yeovil Town         | 83 | 46 | 25 | 8  | 13 | 90 | 65 | +25 |
|  | 2    | Scunthorpe Utd      | 80 | 46 | 22 | 14 | 10 | 69 | 42 | +27 |
|  | 3    | Swansea City        | 80 | 46 | 24 | 8  | 14 | 62 | 43 | +19 |
|  | 4    | Southend Utd        | 78 | 46 | 22 | 12 | 12 | 65 | 46 | +19 |
|  | 5    | Macclesfield Town   | 75 | 46 | 22 | 9  | 15 | 60 | 49 | +11 |
|  | 6    | Lincoln City        | 72 | 46 | 20 | 12 | 14 | 64 | 47 | +17 |
|  | 7    | Northampton Town    | 72 | 46 | 20 | 12 | 14 | 62 | 51 | +11 |
|  | 8    | Darlington          | 72 | 46 | 20 | 12 | 14 | 57 | 49 | +8  |
|  | 9    | Rochdale            | 66 | 46 | 16 | 18 | 12 | 54 | 48 | +6  |
|  | 10   | Wycombe             | 65 | 46 | 17 | 14 | 15 | 58 | 52 | +6  |
|  | 11   | Leyton Orient       | 63 | 46 | 16 | 15 | 15 | 65 | 67 | -2  |
|  | 12   | Bristol Rovers      | 60 | 46 | 13 | 21 | 12 | 60 | 57 | +3  |
|  | 13   | Mansfield Town      | 60 | 46 | 15 | 15 | 16 | 56 | 56 | +0  |
|  | 14   | Cheltenham Town     | 60 | 46 | 16 | 12 | 18 | 51 | 54 | -3  |
|  | 15   | Oxford Utd          | 59 | 46 | 16 | 11 | 19 | 50 | 63 | -13 |
|  | 16   | Boston Utd          | 58 | 46 | 14 | 16 | 16 | 62 | 58 | +4  |
|  | 17   | Bury                | 58 | 46 | 14 | 16 | 16 | 54 | 54 | +0  |
|  | 18   | Grimsby Town        | 58 | 46 | 14 | 16 | 16 | 51 | 52 | -1  |
|  | 19   | Notts County        | 52 | 46 | 13 | 13 | 20 | 46 | 62 | -16 |
|  | 20   | Chester City        | 52 | 46 | 12 | 16 | 18 | 43 | 69 | -26 |
|  | 21   | Shrewsbury Town     | 49 | 46 | 11 | 16 | 19 | 48 | 53 | -5  |
|  | 22   | Rushden & Diamonds  | 44 | 46 | 10 | 14 | 22 | 42 | 63 | -21 |
|  | 23   | Kidderminster       | 38 | 46 | 10 | 8  | 28 | 39 | 85 | -46 |
|  | 24   | Cambridge Utd (-10) | 30 | 46 | 8  | 16 | 22 | 39 | 62 | -23 |

Legenda:
      Promosso in Football League One 2005-2006.
  Ammesso ai play-off.
      Retrocesso in Conference League National 2005-2006.
Regolamento:
Tre punti a vittoria, uno a pareggio, zero a sconfitta.
In caso di arrivo di due o più squadre a pari punti, la graduatoria verrà stilata secondo i seguenti criteri:
- differenza reti
- maggior numero di gol segnati

Note:

Lincoln City e Northampton Town qualificate ai play off per miglior differenza reti rispetto all'ex aequo Darlington.
Il Cambridge United è stato sanzionato con 10 punti di penalizzazione.

## Spareggi

### Play-off

#### Tabellone
|  | Semifinali | Semifinali        | Semifinali | Semifinali | Semifinali |  |  | Finale       | Finale       | Finale |  |
|  |            |                   |            |            |            |  |  |              |              |        |  |
|  | 7          | Northampton Town  | 0          | 0          | 0          |  |  |              |              |        |  |
|  | 4          | Southend Utd      | 0          | 1          | 1          |  |  | Southend Utd | Southend Utd | 2      |  |
|  | 6          | Lincoln City      | 1          | 1          | 2          |  |  | Lincoln City | Lincoln City | 0      |  |
|  | 5          | Macclesfield Town | 0          | 1          | 1          |  |  |              |              |        |  |

#### Semifinali
|                   | Risultati |                   | Luogo e data                    |
| ----------------- | --------- | ----------------- | ------------------------------- |
| Lincoln City      | 1-0       | Macclesfield Town | Lincoln, 14 maggio 2005         |
| Macclesfield Town | 1-1       | Lincoln City      | Macclesfield, 21 maggio 2005    |
| Northampton Town  | 0-0       | Southend United   | Northampton, 15 maggio 2005     |
| Southend United   | 1-0       | Northampton Town  | Southend on Sea, 21 maggio 2005 |

#### Finale
|                 | Risultati |              | Luogo e data                                 |
| --------------- | --------- | ------------ | -------------------------------------------- |
| Southend United | 2-0 (dts) | Lincoln City | Cardiff (Millennium Stadium), 28 maggio 2005 |